# Живоглядов, Валерий Петрович
Валерий Петрович Живоглядов (кирг. Валерий Петрович Живоглядов; 25 августа 1938, с. Калининское, Пишпекский округ, Киргизская ССР — 29 июня 2020, Бишкек, Кыргызстан) — советский и киргизский ученый в области технической кибернетики и информатики, действительный член (академик) Национальной академии наук Кыргызской республики. Лауреат Государственной премии Кыргызской Республики (2002).

## Биография
В 1960 г. с отличием окончил Фрунзенский политехнический институт с присвоением квалификации инженер-электрик, два года проработал там же ассистентом. Досрочно окончил аспирантуру и в возрасте 26 лет защитил кандидатскую диссертацию, а в возрасте 35 лет — докторскую диссертацию. Профессор с 1977 г.
- 1965—1987 гг. — заместитель директора, заведующий отделом Института автоматики Академии наук Киргизской ССР, организатор кафедры автоматизированных систем управления (АСУ) Фрунзенского политехнического института (1976–1997)
- 1987—1993 гг. — главный ученый секретарь Академии наук Киргизской ССР/Национальной академии наук Кыргызской республики,
- 1993—1997 гг. — декан Школы новых информационных технологий Международного университета Кыргызстана (МУК),
- 1997—2003 гг. — декан факультета информационных технологий и интернет Киргизского национального университета имени Жусупа Баласагына,
- 2003—2006 гг. — заведующий кафедрой компьютерной инженерии Кыргызско-Турецкого университета «Манас».

С 2006 г. — директор Центра электронного менеджмента и знаний, советник ректора Киргизско-российского славянского университета имени Бориса Ельцина.
Член-корреспондент (1977), академик Национальной Академии наук Киргизской ССР (1984) — Отделение физико-технических, математических и горно-геологических наук.
Член Президиума Национальной Аттестационной комиссии при Правительстве КР (2008–2010); председатель экспертного совета ВАК КР (2004–2008, 2010–2013); член Бюро Отделения ФТМГГН НАН КР (2008–2013); член Комитета по государственным премиям Кыргызской Республики в области науки и техники (2008– 2010); член Совета по информатизации при Правительстве Кыргызской Республики (2001–2010). Соавтор законопроектов Кыргызской Республики «Об информатизации» (1999) и Национальной стратегии «Информационные и коммуникационные технологии для развития Кыргызской Республики» (2002).

## Научная деятельность
Основные результаты в области активно-адаптивного управления, теории систем дуального управления, идентификации и непараметрической адаптации в стохастических системах управления. Известен работами в области электронного менеджмента знаний, компьютерных систем управления технологическими процессами и производством. Его монография «Автоматические системы с накоплением информации» (1965) стала первым в республики техническим руководством автоматизированной системы управления технологическим процессом и была внедрена на Кантском цементно-шиферном комбинате.
В последние годы на основе предложенной векторной модели зрелости электронного образования развита методология интеграции методов менеджмента знаний и электронного обучения, создана инструментальная система автоматизированного синтеза авторских мультимедийных электронных учебных курсов.
Автор и соавтор 10 монографий, 5 изобретений и более 290 научных публикаций, подготовил 22 кандидатов наук и 3 докторов наук.

## Награды и звания
- Орден «Данакер» (26 января 2003) — за особые заслуги перед государством и народом Кыргызстана, вклад в укрепление дружбы и межнационального согласия в республике[1]
- Медаль «Данк» (27 ноября 1999) — за заслуги в области образования[2]
- Награждён медалями СССР (1970, 1988).
- Заслуженный деятель науки Кыргызской Республики (5 октября 1993) — за большой вклад в развитие науки республики, подготовку научных и педагогических кадров[3].
- Государственная премия Кыргызской Республики в области науки и техники (17 августа 2002) — за цикл работ «Автоматические и компьютерные информационные системы управления: развитие теории и применения»[4].
- Почётный гражданин г. Джэксон и Клинтон, штат Миссисипи, США (1991).
- Почетный профессор Кыргызского государственного технического университета (2004).